# Electrica Transilvania Nord
Electrica Transilvania Nord este o filială a Electrica S.A. a cărei obiect de activitate este distribuția și furnizarea de curent electric.
Din anul 2006 compania este deținută de Electrica în proporție de 88% și Fondul Proprietatea - 12%.
Electrica Transilvania Nord furnizează curent electric în 6 județe: Bihor, Bistrița-Năsăud, Cluj, Maramureș, Satu Mare și Sălaj și deservește 1,1 milioane clienți. În anul 2006 compania a vândut 3,1 TWh.
În anul 2007 societatea a fost divizată în "Electrica Furnizare Transilivania Nord" și "Electrica Distribuție Transilivania Nord".
Cifra de afaceri:
- în 2005: 289 milioane Euro[2].

Profitul net:
- 2005: 11,9 milioane Euro[2]
- 2004: 200 mii Euro[4]